# Cantone di Saint-Palais
Il Cantone di Saint-Palais era una divisione amministrativa dell'arrondissement di Bayonne.
È stato soppresso a seguito della riforma complessiva dei cantoni del 2014, che è entrata in vigore con le elezioni dipartimentali del 2015.
Comprendeva i comuni di:
- Aïcirits-Camou-Suhast
- Amendeuix-Oneix
- Amorots-Succos
- Arbérats-Sillègue
- Arbouet-Sussaute
- Aroue-Ithorots-Olhaïby
- Arraute-Charritte
- Béguios
- Béhasque-Lapiste
- Beyrie-sur-Joyeuse
- Domezain-Berraute
- Etcharry
- Gabat
- Garris
- Gestas
- Ilharre
- Labets-Biscay
- Larribar-Sorhapuru
- Lohitzun-Oyhercq
- Luxe-Sumberraute
- Masparraute
- Orègue
- Orsanco
- Osserain-Rivareyte
- Pagolle
- Saint-Palais
- Uhart-Mixe